# هفت‌چشمه (بهبهان)
هفت‌چشمه (بهبهان)، روستایی از توابع بخش تشان شهرستان بهبهان در استان خوزستان ایران است.

## جمعیت
این روستا در دهستان تشان‌غربی قرار دارد و براساس سرشماری مرکز آمار ایران در سال ۱۳۸۵، جمعیت آن ۳۳ نفر (۷خانوار) بوده‌است.